# ناحیه کوتیدو
ناحیه کوتیدو (به لاتین: Kotido District) یک منطقهٔ مسکونی در اوگاندا است که در استان شمالی، اوگاندا واقع شده‌است. ناحیه کوتیدو ۳٬۶۱۸ کیلومتر مربع مساحت و ۲۳۶٬۹۰۰ نفر جمعیت دارد.